# Mainzer Pforte

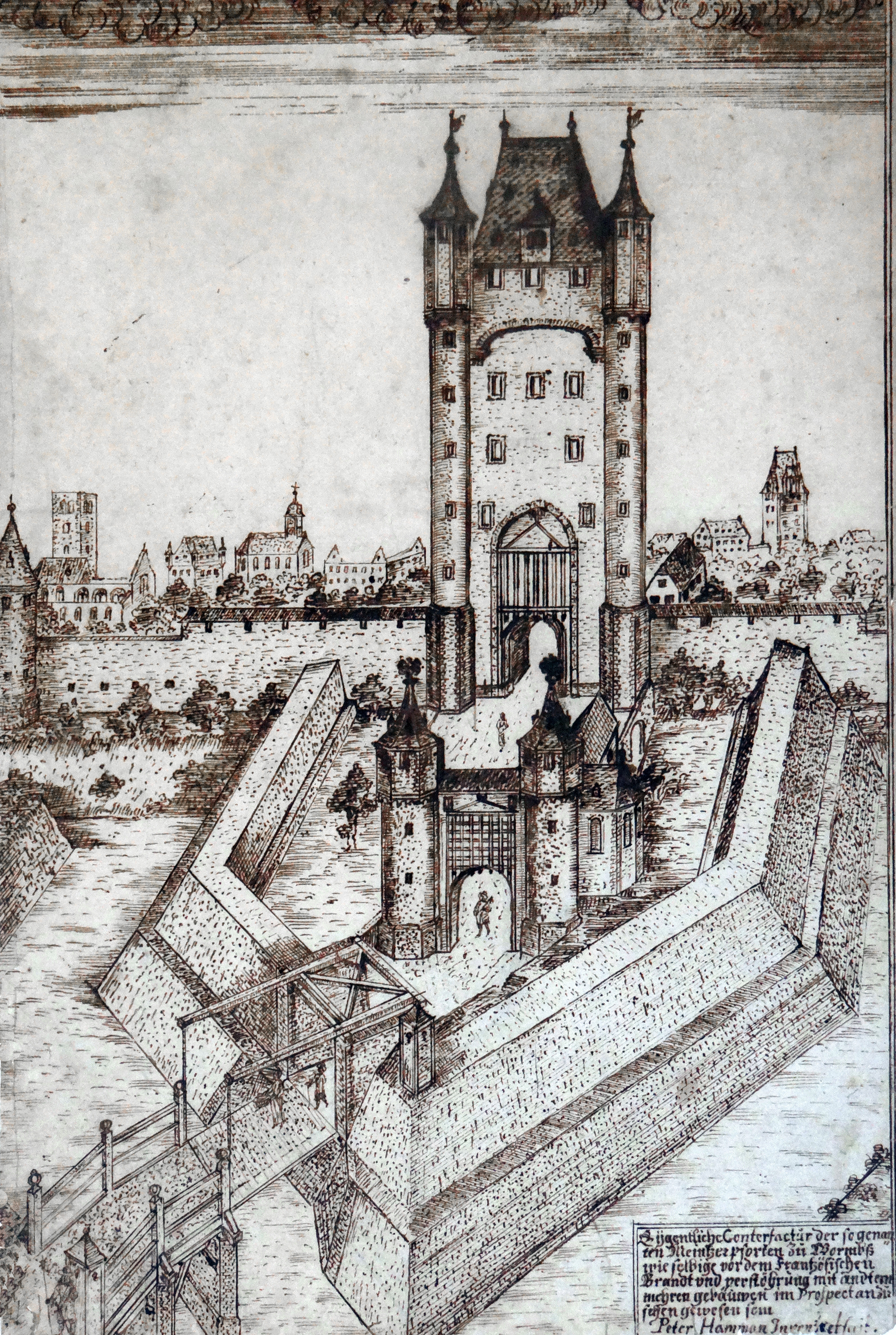
Ansicht von der Feldseite, von Norden

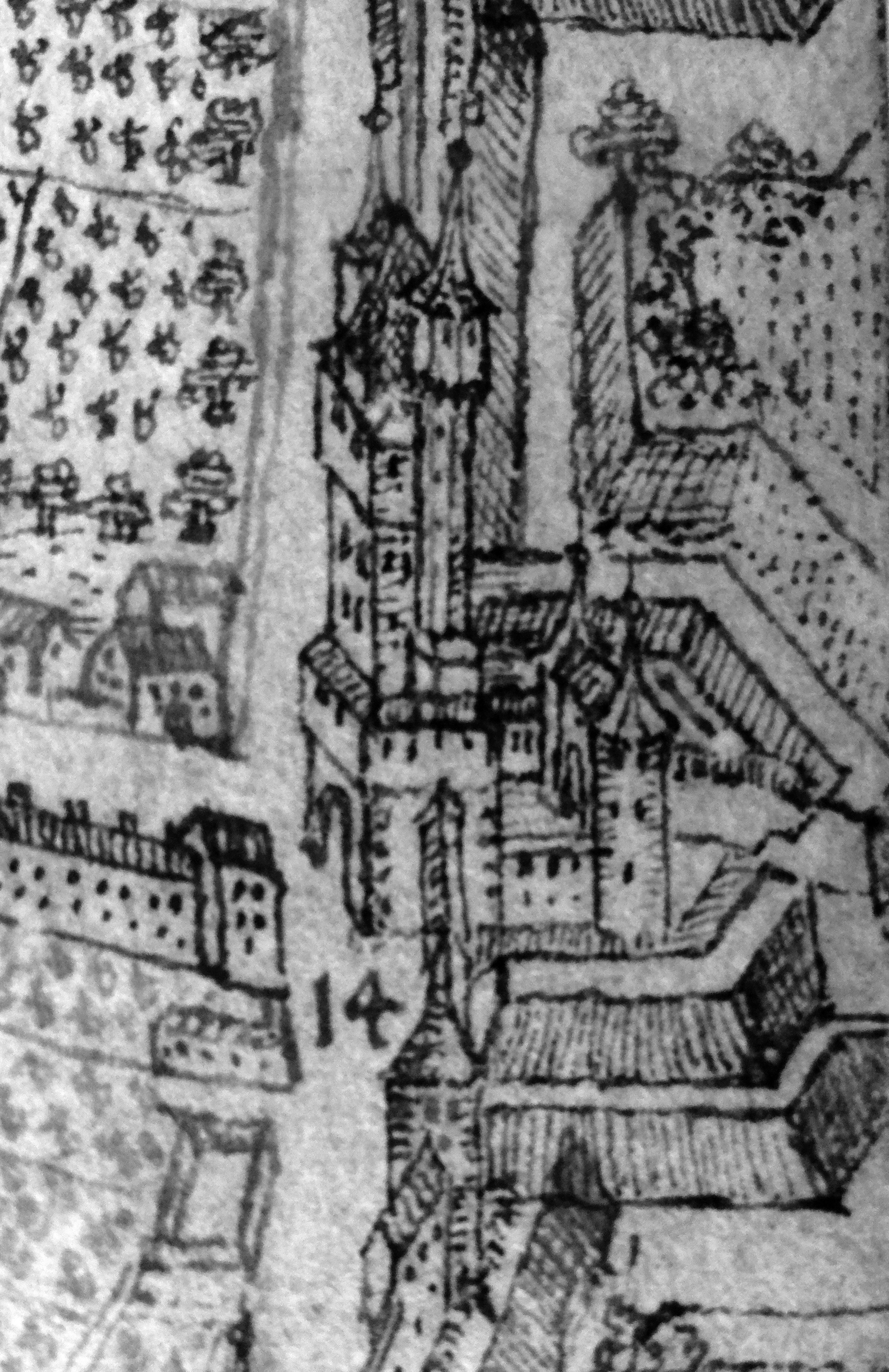
Ansicht von Osten: rechts Feldseite, links: Stadtseite

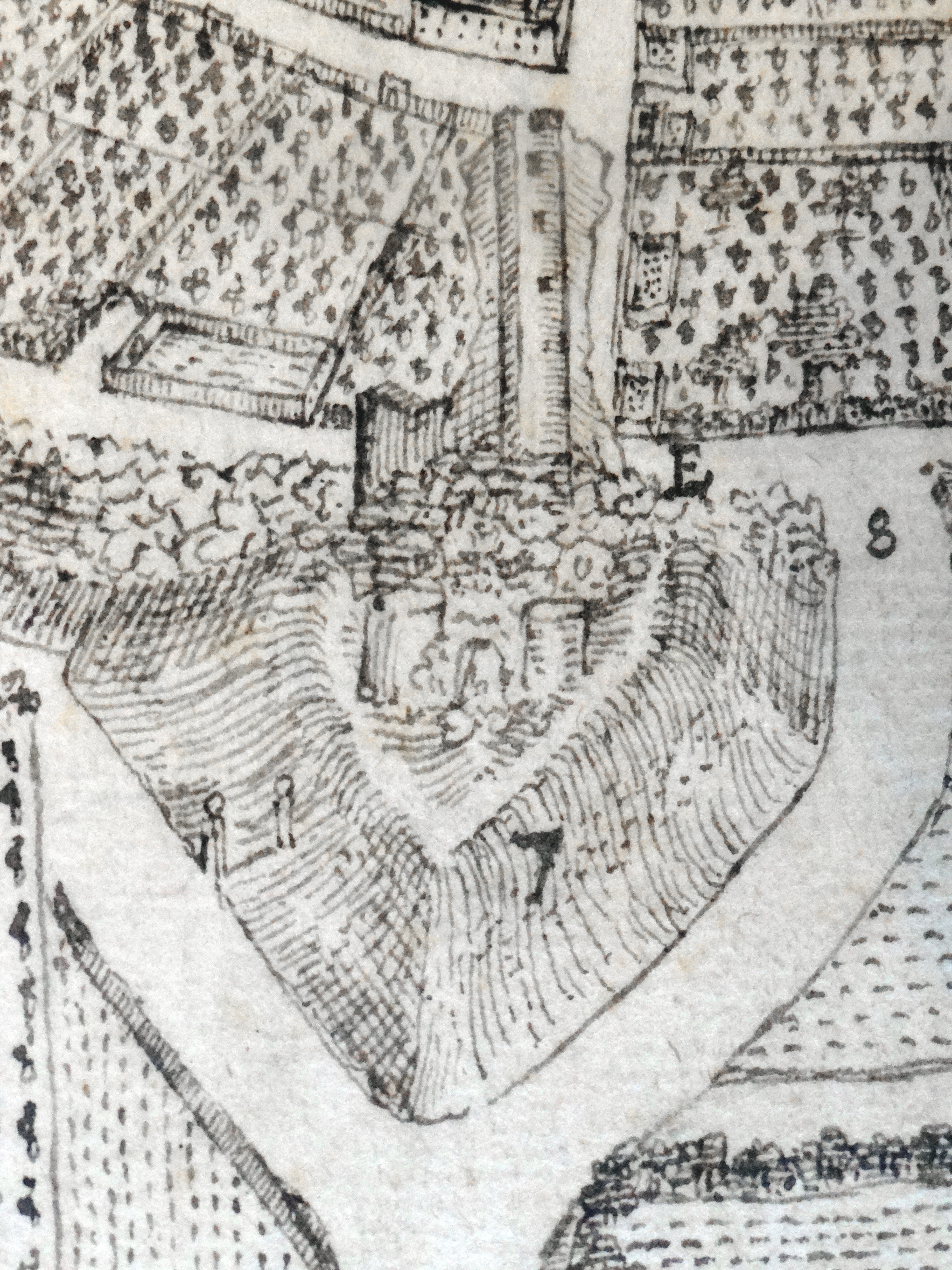
Nach der Zerstörung 1689

Die Mainzer Pforte (auch: Mainzer Tor) war ein Stadttor im äußeren Mauerring der Stadtbefestigung von Worms.

## Geografische Lage
Das Tor lag im Norden der Stadt. Hier führte die Fernstraße von Straßburg nach Mainz aus der Stadt Worms heraus. Es lag etwas nördlich der heutigen Straßenkreuzung von  Mainzer Straße und Liebfrauenring / Pfortenring. Im Inneren Mauerring führte diese Straße in Richtung Mainz durch die Martinspforte.

## Bezeichnung
Nach Abbruch der alten Martinspforte des inneren Mauerringes im 18. Jahrhundert wurde an dieser Stelle ein Zolltor errichtet. Dieser Ersatzbau wurde ebenfalls als „Mainzer Tor“ bezeichnet, was nicht zu Verwechslungen führen darf.

## Geschichte
Die Datierung des gesamten äußeren Mauerrings von Worms ist sehr vage. Er wurde spätestens in der zweiten Hälfte der 1360er Jahre, zumindest aber im zweiten Drittel des 14. Jahrhunderts errichtet. Damit war auch die Mainzer Pforte erforderlich.
Zunächst war sie ein von zwei Türmen geschütztes Tor. 1667 wurde hier der mit sieben Vollgeschossen größte und imposanteste aller Tortürme der Wormser Stadtbefestigung errichtet. Richtung Mainz zeigte er zum Schmuck zwei Seitentürmchen. Vorgestellt war ein Vorhof mit Vortor, Wachhaus, Bastion, Zugbrücke und einer Kapelle.
Bei der Zerstörung von Worms im Zuge des Pfälzischen Erbfolgekriegs 1689 wurde auch der Turm der Mainzer Pforte gesprengt und später nicht mehr wieder hergestellt.

## Nachwirkung

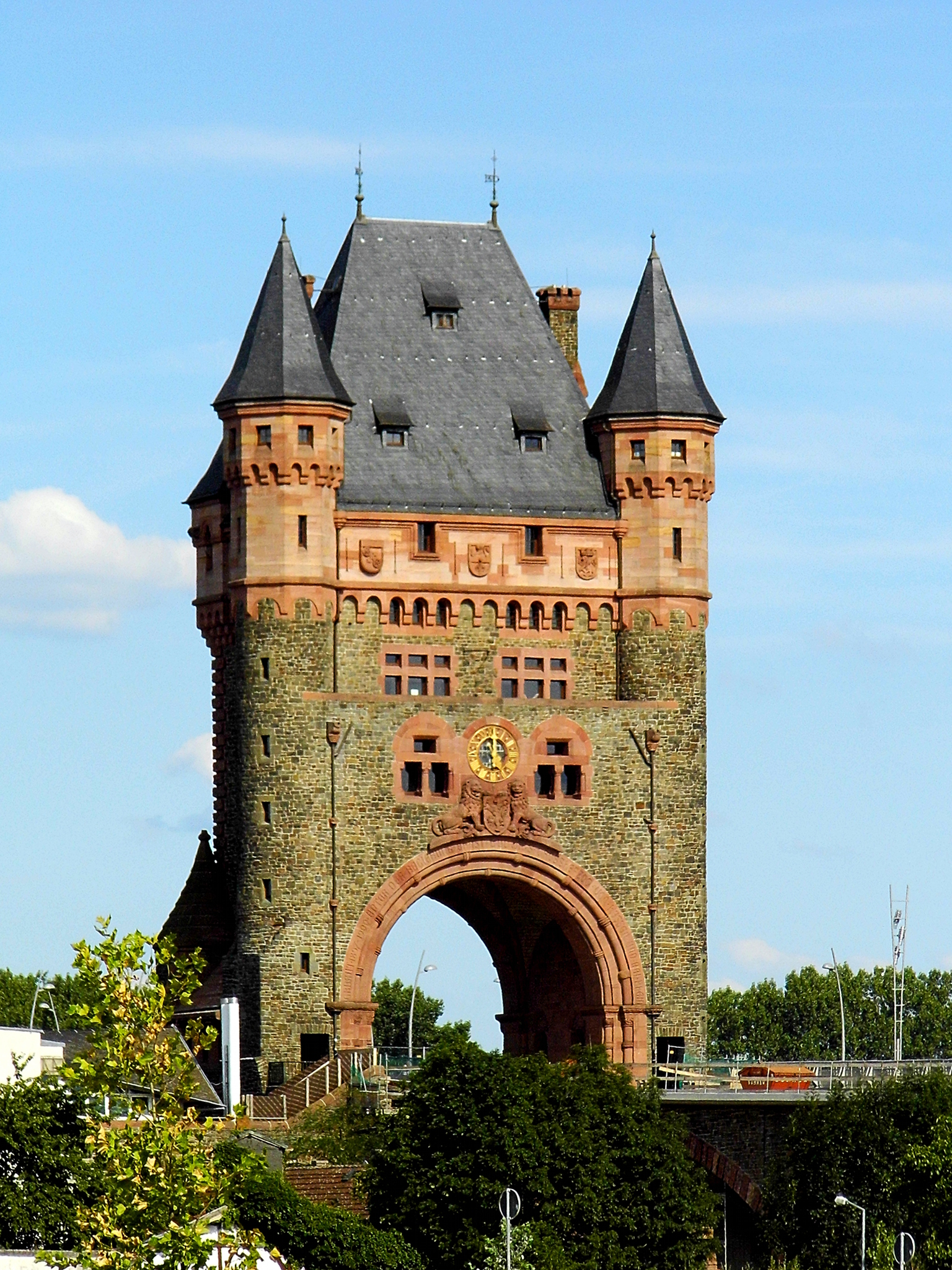
Westlicher Brückenturm der Nibelungenbrücke: Freier Nachbau der Mainzer Pforte

Der 1689 zerstörte Torturm wurde kurz vor der Wende zum 20. Jahrhundert beim Bau der Ernst-Ludwig-Brücke über den Rhein Vorbild für deren linksrheinischen (heute noch erhaltenen) Brückenturm.